# セルジ・ガルシア・ペレス
セルジ・ガルシア・ペレス（Sergi García Pérez、1999年4月14日 - ）は、スペイン・バルセロナ出身のサッカー選手。CEサバデル所属。ポジションはミッドフィールダー。

## クラブ経歴
2020年7月24日、デポルティーボ・アラベスと契約し、デポルティーボ・アラベスBへの所属が決まった。
2021年6月30日、アルバセテ・バロンピエに移籍した。2022年9月1日、CEサバデルにレンタル移籍した。